# 括地志
『括地志』（かつちし）は、中国唐初の地理および行政区分に関する調査資料。
唐初、魏王李泰の主宰により編纂された同書は、全盛を極めた唐朝の行政区画の建置沿革及び山岳・景勝・河川・風土・民俗・古跡・人物などを記述する、規模の大きな地理学著作であるが、原書は、南宋の乱世に消えた。
唐の太宗の四男の魏王李泰が、蕭徳言を含む唐の学者の助けを借りて編集した。642年に完成したとされる  。